# Lys (fiume)
Il Lys (pronuncia francese [lis]) o Leie (pronuncia neerlandese [ˈlɛɪ̯ə]) è un fiume che nasce in Francia, entra in Belgio e passa attraverso la città di Courtrai per poi confluire nella Schelda a Gand. È lungo 202 km di cui 118,6 in Francia.
È un fiume estremamente inquinato a causa dell'alta densità abitativa e industriale della Francia settentrionale e delle Fiandre. Nel passato la valle del Lys era famosa per la filatura e la tessitura del lino. 
La regione del Lys (tra Deinze e Gand) era molto frequentata da pittori nella prima metà del XX secolo.
Sul Lys si scontrarono nel 1940 l'esercito belga e le armate tedesche nella battaglia del Lys.

## Principali comuni attraversati
Il Lys bagna numerosi comuni, tra i quali i più importanti sono:
Francia
Aire-sur-la-Lys, Armentières, Frelinghien Deûlémont;
Belgio
Comines-Warneton, Wervik, Menin, Courtrai, Deinze e Gand

### Affluenti

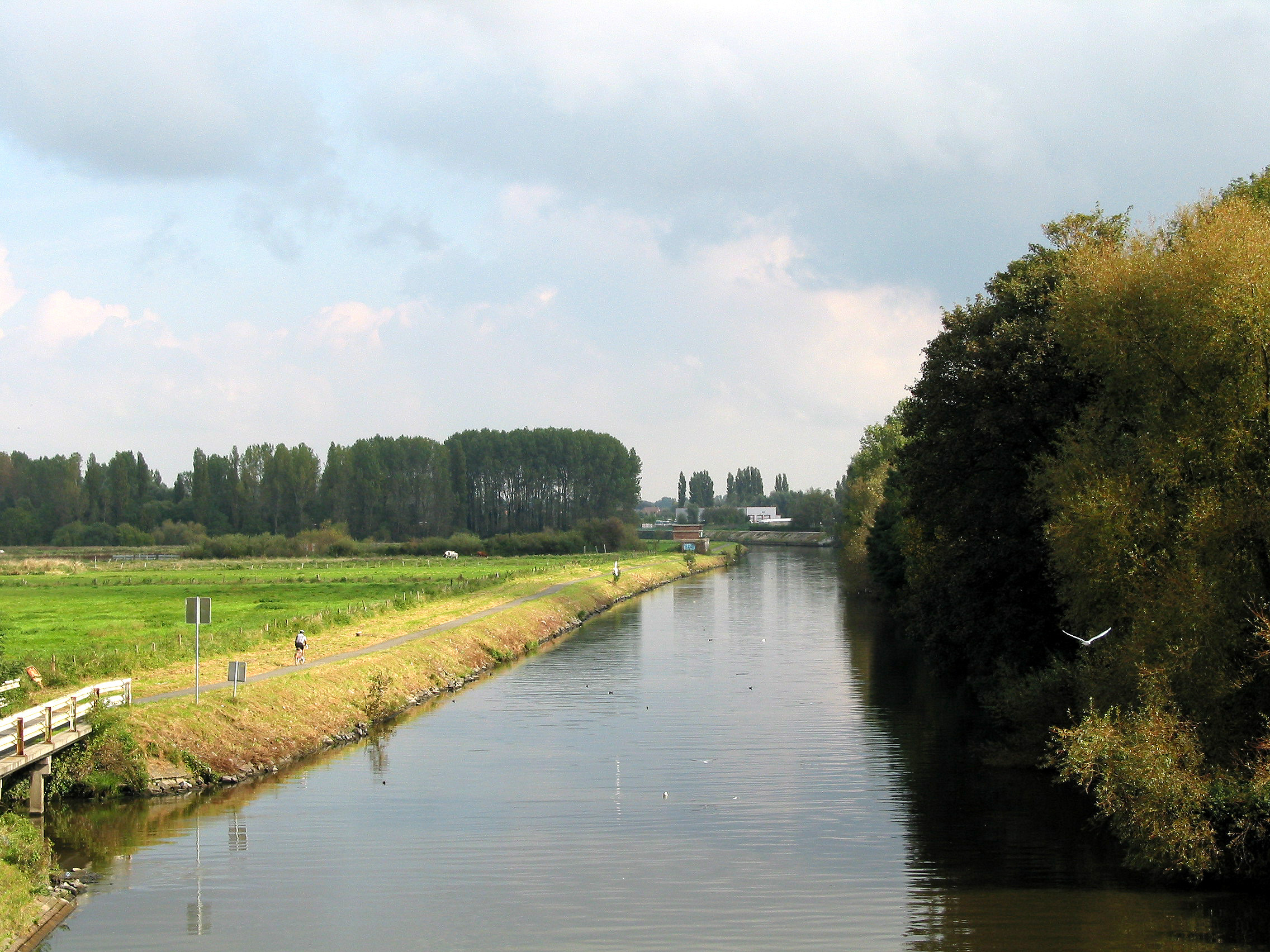
La Lys a valle del ponte di Comines-Warneton (Belgio) - Comines (Francia).

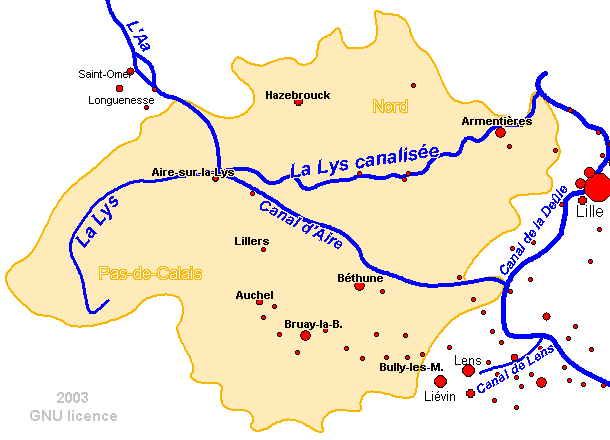
Schema del sindacato misto del SAGE della Lys.

#### Dalle sorgenti a Aire-sur-la-Lys
Sinistra orografica:
- Traxenne
- Fontaine bénite
- Petite Lys
- Liauwette
- Melde du Pas-de-Calais

Destra orografica:
- Sorgenti di Thérouanne
- Laquette

#### Da Aire-sur-la-Lys a Wervik
- Brette
- Biette
- Blanche
- Loisne
- Melde du Nord
- Bourre
- Courant du Pont de Beurre
- Courant de la Maladrerie
- Becque du Doulieu
- Becque de Steenwerck
- Meteren Becque

- Becque de Nieppe
- Waterland Becque
- Becque d'Espierre
- Rabecque
- Rivière d'Esseu
- Douve
- Kortekerbeck
- Laque
- Lawe
- Guarbecque
- Rivière de Busnes

- Clarence
- Courant du pont Ronchon
- Courant du Frenelet
- Courant Mariage
- Becque du Biez
- Rivière des Layes
- Courant du pont Bertin
- Courant du Peindu
- Becque Germaine
- Deûle
- Becque de Neuville

## Nella cultura di massa
Il fiume Lys viene citato nel romanzo I tre moschettieri di Alexandre Dumas. In una baracca sulla riva i protagonisti processano e giustiziano Milady de Winter, gettandone il cadavere nel fiume.